# Szloboda
A Szloboda (más néven Szloboda-patak, ukránul: Слобода) folyó Kárpátalján, a Talabor jobb oldali forrásága. Hossza 10 km, vízgyűjtő területe 29,3 km². Esése 29 m/km. A Máramarosi-Verhovinán ered. 
Vízgyűjtője a Szinevéri Nemzeti Park területén található.

## Települések a folyó mentén
- Szvoboda (Свобода)